# Zielonkowice
Zielonkowice [ʑɛlɔnkɔˈvit͡sɛ] (en alemán: Grünheide) es un pueblo en el distrito administrativo de Gmina Grodków, dentro del Distrito de Brzeg, Voivodato de Opole, en el sudoeste de Polonia. Se encuentra aproximadamente 9 kilómetros al noroeste de Grodków, 22 kilómetros al sudoeste de Brzeg, y 48 kilómetros al oeste de la capital regional, Opole.
Hasta 1945 el área era parte de Alemania (véase Territorios Polacos Recuperados).